# CA-125
CA-125（癌抗原-125 或 糖链抗原-125，英文：cancer antigen 125 或 carbohydrate antigen 125），也称黏蛋白-16，是被MUC16基因所编码的蛋白质，是从上皮性卵巢癌抗原检测出可被单克隆抗体OC125结合的一种糖蛋白。
CA-125对卵巢癌的早期检测的潜在作用是有争议的，尚未广泛用于在无症状妇女筛选。使用CA-125这一生物标志物的主要问题是它缺乏敏感性，特别是在检测卵巢癌时其缺乏特异性，尤其是在绝经前妇女的早期阶段。这些限制意味着，CA-125测试卵巢癌往往给人误报，让病人焦虑, 从而做进一步不必要的筛选（有时包括手术）。此外，这些限制意味着，许多早期卵巢癌的妇女将收到来自CA-125检测假阴性，并没有得到自己的病情进一步治疗。

## 參看
- CA 15.3